# Eudoxo de Cícico
Eudoxo o Eudoxus de Cícico (en griego antiguo: Εὔδοξος ὁ Κυζικηνός) (ca. 150 a. C. - ca. 100 a. C.) fue un navegante y geógrafo griego antiguo que se supone habría explorado el mar Arábigo para el faraón Ptolomeo VIII Evergetes II, de la dinastía Ptolemaica, que reinó varias veces en el Egipto helenístico entre el 170 a. C. y el 116 a. C.. También se le atribuye haber sido el primer navegante griego que habría logrado viajar a la India y después haber intentado, sin éxito, circunnavegar África.
Su nombre derivaría de su probable lugar de nacimiento, Cícico, una antigua ciudad costera de Misia, en Anatolia (hoy Turquía). Después su propiedad fue confiscada por Ptolomeo IX (o Sóter II, 116 a. C. - 110 a. C.) 

## Biografía

### Viajes a la India
Según Posidonio, más tarde recogido en la Geographica de Estrabón, el sistema de vientos monzónicos del océano Índico fue aprovechado por vez primera por Eudoxo de Cícico en 118 o 116 a. C.. Posidonio dijo que un marinero náufrago de la India había sido rescatado en el mar Rojo y llevado a Alejandría ante Ptolomeo VIII. El indio, no identificado, ofreció guiar a los navegantes griegos a su país. Ptolomeo habría nombrado a Eudoxo de Cícico, que habría hecho dos viajes desde Egipto hasta la India: en el primero, en el año 118 a. C., iría guiado por el marinero indio; en un segundo viaje, que se llevó a cabo en 116 a. C., después de regresar con un cargamento de productos aromáticos y piedras preciosas, habría partido ya sin un guía.
Estrabón, cuya Geographica es la principal fuente superviviente de la historia de ese periodo, se mostró escéptico acerca de su verdad. Los eruditos modernos tienden a considerar que es relativamente creíble. Durante el siglo II a. C. los barcos griegos e indios se reunían para comerciar en puertos árabes como el de Adén (Eudaemon para los griegos). Los intentos de navegar más allá de Adén eran raros y poco aconsejables, ya que consistían en una larga y laboriosa navegación costera. Los navegantes árabes estaban desde hacía ya mucho tiempo al tanto de los vientos del monzón y los barcos indios los utilizaban para navegar hasta Arabia, pero ningún barco griego lo había hecho todavía. Para los griegos, adquirir la experiencia de un piloto indio significó la oportunidad de pasar por alto los puertos árabes y establecer vínculos comerciales directos con la India. Sea o no cierta la historia contada por Posidonio sobre ese piloto náufrago que enseñara a Eudoxo los vientos monzónicos, los barcos griegos usaron muy pronto esos vientos para navegar a la India. En el 50 a. C. ya había un marcado aumento en el número de barcos griegos y romanos que navegaban por el mar Rojo hacia el océano Índico.
A otro navegante griego, Hípalo, se le atribuye a veces el descubrimiento de la ruta del viento del monzón hasta la India. A veces se conjetura que podría haber formado parte de las expediciones de Eudoxo.

### Intentos de circunnavegación de África
Cuando Eudoxo regresaba de su segundo viaje a la India, el viento le obligó a ir al sur del golfo de Adén y descender la costa de África durante una cierta distancia. En algún lugar a lo largo de la costa oriental africana encontró los restos de un barco. Debido a su apariencia y por la historia contada por los indígenas, Eudoxo llegó a la conclusión de que el buque era de Gades (la actual Cádiz de España) y que habría navegado llegando desde el sur tras rodear África. Esto le inspiró para intentar realizar él una circunnavegación del continente. La organización de la expedición corrió por su cuenta y zarpó también de Gades, probablemente en 108 a. C., comenzando a descender por la costa atlántica africana. Las dificultades fueron demasiado grandes y se vio obligado a regresar al continente europeo.
Después de este fracaso, de nuevo se dispuso a circunnavegar África. Su destino final es desconocido. Aunque algunos, como Plinio el Viejo, afirmaran que Eudoxo logró su objetivo, la conclusión más probable es que muriera en el viaje.

## En la cultura popular
Eudoxus (en la ortografía griega de su nombre) es el narrador de la novela histórica de L. Sprague de Camp The Golden Wind.